# Antsampandrano
Antsampandrano is een plaats en commune in het centrum van Madagaskar, behorend tot het district Ambatolampy, dat gelegen is in de regio Vakinankaratra. Tijdens een volkstelling in 2001 telde de plaats 19.656 inwoners.
De plaats biedt naast lager onderwijs ook middelbaar onderwijs aan. 95 % van de bevolking werkt als landbouwer en 2 % houdt zich bezig met veeteelt. Het belangrijkste landbouwproduct is rijst; andere belangrijke producten zijn mais, maniok en aardappelen. Verder is 2% actief in de dienstensector en heeft 1% een baan in de industrie.